# Rachitrema pellati
 Rachitrema  es un género representado por una única especie de reptil saurópsido ictiopterigio, que vivió a finales del período Triásico, hace aproximadamente 200 millones de años, en el Rhaetiense. Los restos, huesos solitarios, fueron encontrados en Francia por dos coleccionistas aficionados a finales del siglo diecinueve. La especie tipo es R. pellati, descrita por Sauvage en 1883.
Debido a los pocos restos hallados, su clasificación es muy dificultosa. Ha sido descrito varias veces como dinosaurio y otras como ictiosauriano. Por esta razón, los datos de la clasificación científica son mínimos. La opinión se inclina hacia la clasificación como ictiopterigio. Algo del material fue descrito como ictiosauro en los años 90, y el resto de los fósiles pertenecían a un reptil indeterminado.